# Aztec Ruins National Monument
Die Aztec Ruins [æstek ˌrʊːns] (deutsch Azteken-Ruinen) bilden eine kulturhistorische Gedenkstätte vom Typ eines National Monuments im nordwestlichen Teil des US-Bundesstaates New Mexico, in dem mehrere gut erhaltene Ruinen früher Pueblos geschützt werden. Zu den einzeln stehenden Komplexen gehören Hubbard Site, Mound F, East Ruin, Earl Morris Ruin sowie die West Ruin, von denen nur letztere öffentlich zugänglich ist.
Anders als der Name vermuten lässt wurden die Pueblos nicht von den Azteken erbaut, sondern irrtümlich nach ihnen benannt. Frühe Siedler glaubten in Erinnerung an Geschichten über die Eroberung Mexikos, dass sie von ihnen erbaut worden seien. Das Nationalmonument befindet sich unweit der coloradischen Grenze im neu-mexikanischen Aztec, das aus Richtung Durango im Norden sowie Albuquerque im Süden über den Highway 550 erreicht werden kann.

## Geschichte

### Entdeckung
Erste Aufzeichnungen machte 1859 der Geologe John S. Newberry, der die Pueblos damals noch relativ gut erhalten vorfand. In den folgenden 50 Jahren fielen sie jedoch vereinzelten Plünderungen zum Opfer. Als 1878 der Anthropologe Lewis H. Morgan an diesen Ort kam, stellte er fest, dass etwa ein Viertel der Steine von Siedlern abgetragen wurde, um als Baumaterial wiederverwendet zu werden. Erst als das Land 1889 in Privatbesitz gelangte, blieb es vor weiterer Zerstörung relativ verschont und kam 1923 mit der Ernennung zum Nationalmonument schließlich unter nationalen Schutz.
Earl Halstead Morris leitete Ende der 1920er Jahre die ersten systematischen Ausgrabungen. Die folgenden sieben Jahre verbrachte er mit Ausgrabungen an der West-Ruine, der Großen Kiva sowie einigen Räumen der Ost-Ruine (East Ruin). Unter anderem entdeckte er neben Unterschieden im Baustil auch, dass es zwei verschiedene Perioden in der Besiedelung gegeben haben musste. 1930 begann unter seiner Aufsicht die Rekonstruktion der Großen Kiva – einem für die Pueblo-Kultur typischen Zeremonienraum –, welche vier Jahre später abgeschlossen wurde. 1923 wurden die Ruinen als National Monument ausgewiesen. 

### Besiedlung

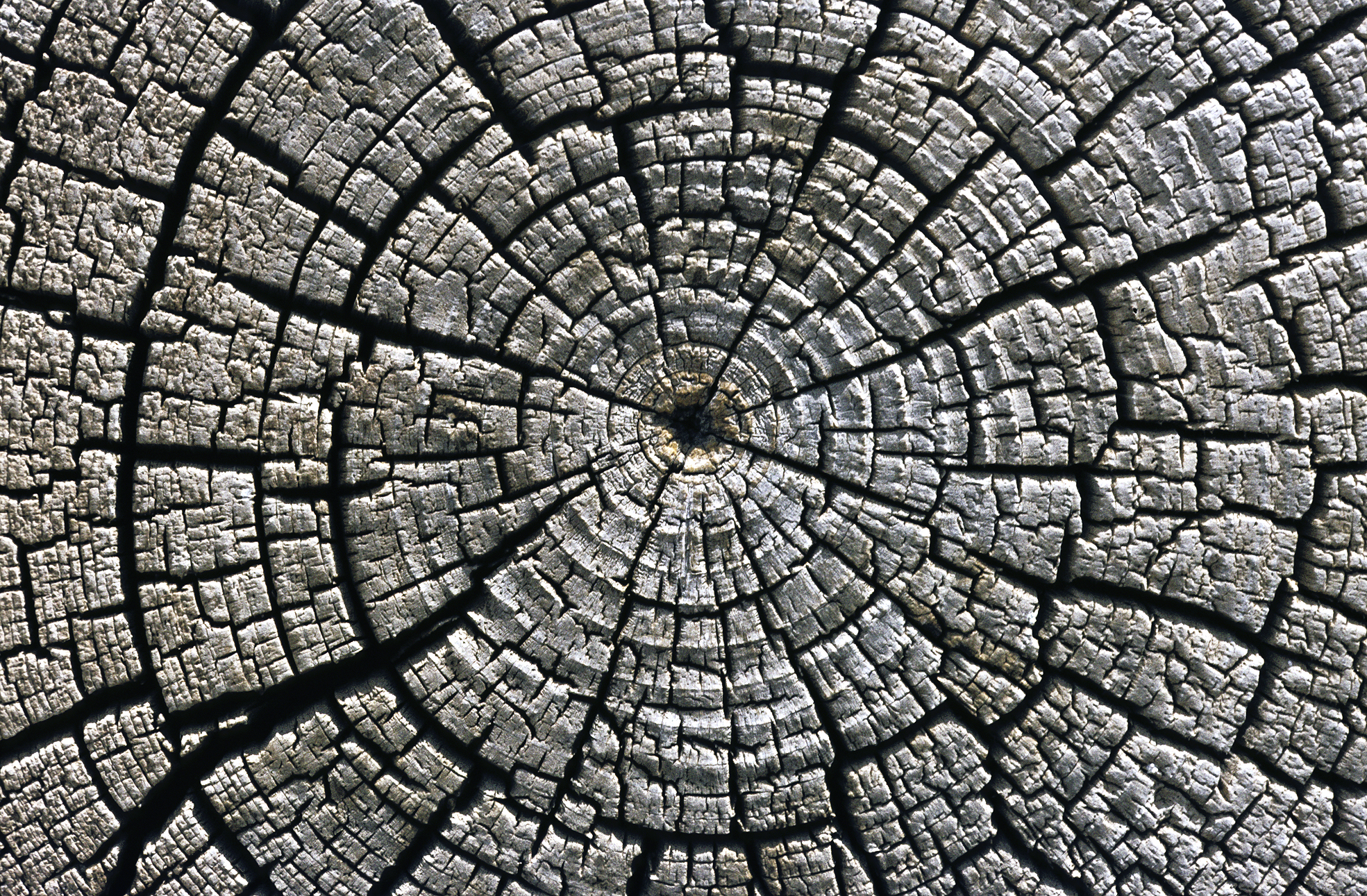
Verwitterte Jahresringe an einem etwa im Jahr 1111 gefällten Baumstamm für den Bau des ersten Pueblo in dem Aztec Ruins National Monument.

Etwa um 1111 wurde die erste Siedlung an dieser Stelle errichtet, die heute die West-Ruine bildet. In ihrer Bauweise ähnelt sie denen im Chaco Canyon. Sie hatte drei Stockwerke, umfasste über 400 Räume und mehrere Kivas, darunter auch die Große Kiva. In den folgenden Jahrzehnten entwickelte sich die Siedlung zu einem Zentrum des Handels sowie zeremoniellen Geschehens. Mit dem Schwinden der Chaco-Kultur war dies jedoch bereits um 1150 wieder im Rückgang. Dazu kamen auch noch die Auswirkungen einer Dürreperiode.
Um 1200 begann die zweite Siedlungsphase. Das Pueblo wurde teilweise umgestaltet, vorhandene unfertige Gebäude vollendet. Zu dieser Zeit wurde etwas abseits eine zweite Siedlung errichtet, die heutige East Ruin. Die Bauweise dieser und auch der Umbauten ähnelt den Bauwerken im Mesa-Verde-Nationalpark. Auch Funde von Töpferwaren wiesen auf eine Verbindung zu dieser Kultur hin.
Um 1300 verließen die Menschen Aztec. Die genauen Gründe dafür sind nicht bekannt, mögliche Ursachen könnten eine weitere Dürre oder Rohstoffmangel gewesen sein.